# Lidian (ort i Kina, Hubei Sheng, lat 31,52, long 113,95)
Lidian är en ort i Kina. Den ligger i provinsen Hubei, i den centrala delen av landet, omkring 110 kilometer norr om provinshuvudstaden Wuhan. Antalet invånare är 30 862. Befolkningen består av 15 137 kvinnor och 15 725 män. Barn under 15 år utgör 14,0 %, vuxna 15-64 år 74 %, och äldre över 65 år 10,0 %.
Runt Lidian är det tätbefolkat, med 459 invånare per kvadratkilometer. Närmaste större samhälle är Guangshui, 12,3 km norr om Lidian. Trakten runt Lidian består till största delen av jordbruksmark.
Genomsnittlig årsnederbörd är 1 403 millimeter. Den regnigaste månaden är juli, med i genomsnitt 241 mm nederbörd, och den torraste är december, med 19 mm nederbörd.